# 鮎河菜
鮎河菜（あいがな）は、滋賀県甲賀市土山町鮎河で平安時代から栽培されていると言われる伝統野菜。アブラナ科の菜の花の一種。

## 特徴
- 菜の花のような姿かたちをしていて、蕾、茎、葉の部分を食用にできる。
- 主軸を収穫した後の脇芽も収穫される[2]。
- 茎の部分が甘く、歯触りが良く、葉は柔らかく、アクが少ない。
- 収穫時期は3月中旬から4月上旬[3]。

## 産地
滋賀県甲賀市土山町鮎河

## 利用法
おひたし、油炒め、天ぷら、塩漬け、お茶漬け等

## 鮎河菜にまつわる昔話
```
平安時代、三上三郎が歩いていた時、川に葉っぱが流れてきたので川を遡ったところ、鮎河の集落に辿り着く。村人から「
化け狸
に娘がさらわれて困っている」という話を聞き、三郎は狸を退治。感謝した村人は三郎を地元の祭神（三上六所神社）に祀った。この時、三郎を鮎河に導いた葉っぱが鮎河菜だったと語り伝えられている
[
4
]
。
```